# Komora wstępna
Komora wstępna – komora spalania w silnikach wysokoprężnych z wtryskiem pośrednim.

## Geneza
Kluczowym czynnikiem w każdym silniku wysokoprężnym jest dobre rozpylenie paliwa i jego dokładne wymieszanie się z powietrzem. W początkowym okresie rozwoju silnika wysokoprężnego wtrysk paliwa odbywał się przy użyciu sprężonego powietrza, przez co paliwo było dobrze rozpylone i co bardzo ułatwiało sam zapłon i spalanie. Próba przejścia na wtrysk paliwa bezpośrednio do cylindra spowodowała jednak gorsze rozpylenie paliwa, a przez to niską szybkobieżność silnika, leniwą reakcję na „dodanie gazu”, „twardą” pracę silnika i silne drgania. Wykluczało to zastosowanie takiego silnika jako źródła napędu samochodu.
Aby usunąć te wady inż. Prosper L’Orange zatrudniony w firmie Benz & Cie zaprojektował w 1908 r. komorę wstępną. Komora wstępna połączona była z komorą główną (nad tłokiem) wąskim przewężeniem, dzięki czemu uzyskano łagodniejszy przebieg procesu spalania paliwa (samorozpylenie paliwa) w głównej komorze oraz niższe ciśnienia maksymalne obiegu i łagodną pracę silnika oraz mniejsze drgania. Dobra była reakcja na „dodanie gazu”, silniki wysokoprężne z komorą wstępną w połowie lat 50. XX wieku, jako pierwsze osiągnęły szybkobieżność pracy 4000 obr./min, a nie są problemem obroty rzędu 5000 obr./min. Dzięki tym cechom jednostka napędowa nadawała się do napędu samochodu osobowego. Wiodącą firmą która stosowała silniki wysokoprężne z komorą wstępną była firma Daimler-Benz.

## Konstrukcja
Jest to komora, w której objętość wynosi 20–40% objętości całej przestrzeni spalania. Komorę wstępną z przestrzenią nad tłokiem łączą otwory o stosunkowo niskim przekroju, wykonane w dolnym dnie komory. Wtryskiwacz jest osadzony w górnym dnie komory. Komora może być umiejscowiona centralnie, jak i stycznie do komory głównej.

## Specyfika pracy
Spalanie w komorze wstępnej można podzielić na dwie fazy. Pierwsza faza są to przeciwprądowe wtryskiwanie paliwa do komory i wtłaczanie do niej powietrza. Strumienie paliwa i powietrza zderzają się w komorze i w czasie tego procesu powstają ogniska samozapłonu. Objętość komory jest ograniczona – dlatego powstające gazy spalinowe o rosnącym ciśnieniu szukają drogi ujścia z komory. Druga faza spalania charakteryzuje się współprądowym przepływem mieszaniny gazów spalinowych, powietrza oraz cząstek nieodparowanego paliwa przez otworki w dnie komory do przestrzeni nad tłokiem, gdzie odbywa się dalsza część właściwego spalania. Podczas przepływu z komory wstępnej do przestrzeni nad tłokiem zachodzi dokładne rozpylanie i odparowanie paliwa i tym samym dobre wymieszanie gazów i paliwa. Komora wstępna stanowiąca odrębną część jest mocowana w głowicy i może być w niej osadzona centralnie lub bocznie. Zaletą komory wstępnej jest też mniejsza wrażliwość silnika na spadek liczby cetanowej – silniki z komorą wstępną potrafią pracować na paliwie niskocetanowym.

## Zalety
- Prosta konstrukcja wtryskiwaczy (wtryskiwacze czopikowe), niskie ciśnienia wtrysku (prosta konstrukcja aparatury wtryskowej – zaleta historycznie najistotniejsza)
- Niskie ciśnienia maksymalne obiegu (możliwość lekkiej konstrukcji silnika i jego mniejszej masy)
- Łatwość uzyskiwania wysokich prędkości obrotowych
- Możliwość pracy na paliwach o mniejszych liczbach cetanowych
- Miękka praca silnika

## Wady
- Utrudniony rozruch zimnego silnika z komorą wstępną – co eliminuje się poprzez zastosowanie świecy żarowej.
- Straty ciepła w komorze wstępnej, co generuje większe jednostkowe zużycie paliwa
- Straty w oporach przepływu gazów z komory wstępnej do przestrzeni nad tłokiem (tzw. straty pompowania), co również zwiększa zużycie paliwa.
- Niższe Pe
- Niższe wysilenie silnika

## Zmierzch
Rozwój technik wysokociśnieniowego wtrysku paliwa sprawił, że silniki z komorami dzielonymi (komora wstępna i komora wirowa) z powodu swoich wad wychodzą z produkcji.

## Porównanie do komory wirowej
- Większe straty pompowania
- Niższe Pe
- Bardziej miękka praca,
- Niższe maksymalne ciśnienie obiegu
- Większe jednostkowe zużycie paliwa